# Марковский, Василий Иосифович
Василий Иосифович Марковский (1878—?) — русский военный деятель, генерал-лейтенант (1919). Герой Первой мировой войны.

## Биография
В 1895 году после окончания Тульского реального училища, вступил в службу вольноопределяющимся в Тираспольский 131-й пехотный полк. В 1897 году после окончания в Киевского военного училища произведён в подпоручики и определён в 4-ю батарею 1-й резервной артиллерийской бригады. В 1900 году произведён в поручики, в 1904 году в — штабс-капитаны. С 1904 года участвовал в Русско-японской войне.
С 1905 года после окончания Николаевской академии Генерального штаба по I разряду был произведён в капитаны с назначением командира роты 105-го Оренбургского пехотного полка. С 1907 года помощник старшего адъютанта штаба Приамурского военного округа и старший адъютант штаба 8-й Сибирской стрелковой дивизии. С 1908 года обер-офицер для поручений при штабе Иркутского военного округа. В 1911 году произведён в подполковники с назначением старшим адъютантом штаба 3-го Сибирского армейского корпуса и преподавателем Иркутского военного училища.
С 1914 года участник Первой мировой войны в качестве полковника, штаб-офицера для поручений при штабе 3-го Сибирского армейского корпуса. С 1915 года ИД начальника штаба 4-й пехотной дивизии. С 1916 года командир 188-го Карсского пехотного полка. С 1917 года начальник штаба 155-й пехотной дивизии. 26 января 1917 года «за храбрость» был награждён орденом Святого Георгия 4-й степени.
В 1917 году произведён в генерал-майоры, был генерал-квартирмейстером штабов 11-й армии и Иркутского военного округа.
С 1918 года участник Гражданской войны на стороне Белой армии, генерал-квартирмейстер при управляющем военным ведомством в Правительстве генерала Д. Л. Хорвата. В 1919 году произведён в генерал-лейтенанты с назначением помощником военного министра правительства А. В. Колчака и начальником Главного штаба, помощником командующего войсками Иркутского военного округа. С 8 августа 1919 года командующий войсками Красноярского военного района.
С 1920 года после Гражданской войны в эмиграции в Харбине, затем во Франции.

## Награды
- Орден Святой Анны 4-й степени (1904)
- Орден Святого Станислава 3-й степени (1909; Мечи к ордену — ВП 11.04.1917)
- Орден Святой Анны 3-й степени (1913)
- Орден Святого Владимира 4-й степени с мечами и бантом (ВП 03.06.1915)
- Орден Святого Владимира 3-й степени с мечами (ВП 06.07.1915)
- Орден Святого Станислава 2-й степени с мечами (1916)
- Орден Святой Анны 2-й степени с мечами (1916)
- Высочайшее благоволение (ВП 26.08.1916)
- Орден Святого Георгия 4-й степени (ВП 26.01.1917)